# جانور کنترل از راه دور

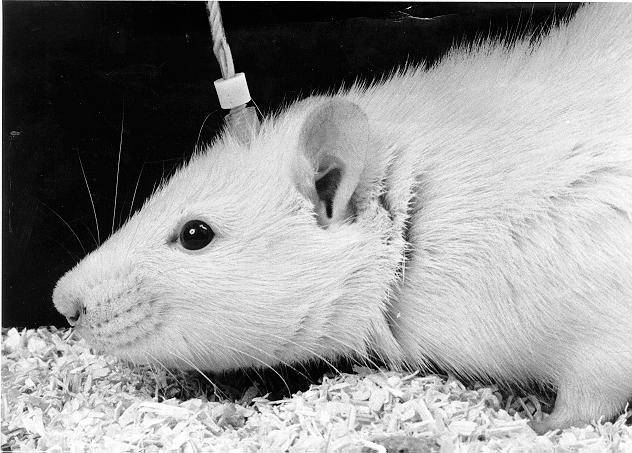
پیوند دائم زیر جلدی الکترود، در موش آزمایشگاهی برای تحریک الکتریکی مغز جانور استفاده شده‌است.

جانوران کنترل از راه دور (به انگلیسی: Remote control animal) جانورانی هستند که حرکات آن‌ها از راه دور توسط بشر قابل کنترل است.

بسته به اهداف کاربردی، در بعضی از موارد، تحمیل یک مکانیزم هدایت از راه دور، نیاز به عمل جراحی دارد. در موارد نیازمند به جراحی، الکترودهای گیرندهٔ پیام‌های رادیویی، مستقیماً به بافت دستگاه عصبی جانور پیوند زده شده و تجهیزات تقویت‌کننده مربوط، بر پشت جانوار مستقر می‌شوند. پیامهای الکترونیک، آنطوری که در یک دستگاه مکانیکی مرسوم است، فرمان حرکتی نیستند، بلکه با تقلید و جعل پیامهای عصبی تولید شده در اثر فعالیت عصبی خود جانور که حین تجارب قبلی ضبط شده، سعی می‌کنند، تکرار نوعی رفتار را به جانور تلقین کنند. پیامد آن، در صورت بروز رفتار مورد انتظار، مراکز پاداش در مغز جانور، توسط مکانیزم پیوندی، از راه دور تحریک شده و القای رفتار مورد نظر در جانور تدقیق و تقویت می‌شود.

بر اساس ارزش و باورهای اخلاقی و تداخل آزاردهنده فعال، در جسم و رفتار جانور، این سری مطالعات با انتقادات جدی روبرو شده‌است. این انتقادها به ویژه توسط سازمان‌های حمایت از حیوانات مطرح شده و می‌شوند.
 در این میان روشهای دیگری نیز وجود دارند که با تداخل کمتر و بدون نیاز به عمل جراحی، همین هدف را دنبال کرده‌اند. برای مثال استفاده از فرمان صوتی و فراصوتی که توسط جانور (عمدتاً سگ) درک و بر پایه آموزش قبلی، به صورت رفتاری خاص اجرا می‌گردد.
در حال حاضر انواع مختلفی از جانوران با تکیه به روش‌ها و فنون مختلفی، با هدف تحمیل رفتار از راه دور توسط انسان، مورد مطالعه قرار گرفته و پیشرفت‌های موفقی صورت گرفته‌است.
از جمله: پروانه، سوسک، موش، کوسه ماهی، سگ و کبوتر تا به حال تحت آزمایش قرار گرفته اند.